# 베라 일리나
베라 세르게예브나 일리나(러시아어: Вера Серге́евна Ильина, 1974년 2월 20일 ~ )는 러시아의 여성 다이빙 선수로 1992년부터 2004년까지 4개의 하계 올림픽에 출전하였다.
모스크바 출신으로 시드니 올림픽에서 율리야 파할리나와 싱크로 스프링보드 종목에서 팀을 이루어 함께 금메달을 획득하였다.
4년 후, 아테네에서도 팀을 이루어 나갔지만 2위로 밀려났다.